# Grimsjön (Nydala socken, Småland)
Grimsjön är en sjö i Värnamo kommun i Småland och ingår i Lagans huvudavrinningsområde.